# Ortygospiza fuscocrissa
Ortygospiza fuscocrissa là một loài chim trong họ Estrildidae.